# Чибо, Катерина
Катерина Чибо, герцогиня Камерино (итал. Caterina Cybo; 13 сентября 1501, Понцано — 17 февраля 1557, Флоренция) — деятельница итальянской реформации, подруга Джулии Гонзага, ученица Хуана Вальдеса, внучка папы Иннокентия VIII, племянница (по линии матери) Льва Х и Клемента VII. Её братья были один — кардиналом, другой — епископом.

## Биография
Катерина Чибо родилась в 1501 году на вилле Панзани вблизи Флоренции. Её отцом был Франческетто Чибо, внебрачный сын папы Иннокентия VIII, а матерью — Маддалена Медичи, дочь Лоренцо Великолепного.
Училась в Риме, ей преподавали греческий, латынь и иврит. В возрасте 12 лет она была обручена с Джованни Мария Варано, впоследствии герцогом Камерино. В первый год её супружеской жизни Камерино был атакован племянником её мужа Сигисмондо, за чем последовала долгая война. Родив в 1523 году дочь Джулию, она переехала в Рим, где её принял дядя Клемент VII, только что ставший папой. Затем она начала проявлять интерес к Реформации и стала использовать своё влияние, чтобы спасать мыслителей от преследования.
После смерти мужа она унаследовала герцогство, но племянник покойного продолжал свою атаку. Она отказалась выдать за него свою дочь Джулию, помолвив её с Гвидобальдо делла Ровере, сыном урбинского герцога. Сигисмондо взял город, захватил её в плен и увёз с собой, но её отбили. Брак Джулии с Гвидобальдо состоялся в 1534 году. Катерина отдала Камерино дочери и зятю и до конца жизни проживала во Флоренции.
Её другом был Маркантонио Фламинио, она увлеклась учением Вальдеса. Во время суда инквизиции специальные обвинения были выдвинуты против неё. Обвинение включало упоминание о том, что фра Бернардино Окино посвятил ей религиозные диалоги, в четырёх из которых она выступает собеседницей. Умерла в 1557 году во Флоренции.